# Symfonie nr. 6 (Bourgeois)
Symfonie nr. 6 "A Cotswold Symphony" is een compositie voor symfonieorkest van de Britse componist Derek Bourgeois. Zoals bij verschillende van zijn werken maakte hij er ook een bewerking van voor harmonieorkest. De symfonie is geschreven in opdracht van het Britse Stroud Festival.
De versie voor harmonieorkest is opgenomen door het Groot Harmonieorkest van de Belgische Gidsen te Brussel onder leiding van Norbert Nozy.